# Jean-Joseph de Verneilh-Puyraseau
Jean Joseph de Verneilh-Puyraseau, 1er baron de Verneilh (29 juillet 1756 - 3 juin 1839) est un homme politique, haut fonctionnaire et avocat français.

## Biographie

### Vie privée
Il naît  le 29 juillet 1756 à Nexon (Haute-Vienne), fils de Jean-Baptiste de Verneilh (1720-1802), notaire royal à Nexon, et de Françoise Brun (1716-1806).
Marié à Christine de La Vallade, il aura 4 enfants. Il est le grand-père de l'archéologue Félix de Verneilh  et  du dessinateur Jules de Verneilh. Il est l’arrière grand père d’Alpinien Pabot-Chatelard, lui aussi préfet et de Jean Bourdeau, académicien. Il a pour descendant l'aviateur Charles de Verneilh Puyraseau (1894-1933).
Il est élève au collège royal de Limoges où il est admis en 1770 en classe de troisième, juriste de formation, Franc-maçon, avocat, en 1789.

### Vie publique

#### Révolution française
Partisan des idées nouvelles, il devint maire de Pluviers (Dordogne) et membre du conseil général, et fut élu, le 9 septembre 1791, député du département de la Dordogne à l'Assemblée nationale législative, le 4e sur 10, par 457 voix (511 votants). Il prit place parmi les modérés, prononça deux discours, l’un pour faire rejeter une demande de fonds pour les colonies, l'autre pour faire rendre un décret sur la purge des hypothèques, et fut membre adjoint du comité des finances.
Il se retira à la campagne pendant la Terreur, fut nommé après la chute de Robespierre, président du tribunal civil de Nontron, puis juge de paix de Bussière-Badil, haut juré de la Dordogne à la cour de Vendôme (1797) où il participe au procès de Gracchus Babeuf, et président du tribunal criminel de la Dordogne (1799).

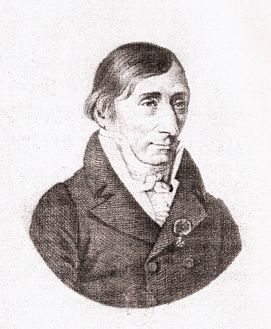
Affiche électorale du baron de Verneilh

#### ConsulatetPremier Empire
Rallié au 18 brumaire, il fut successivement Préfet de la Corrèze le 11 ventôse an VIII, du nouveau département du Mont-Blanc (actuelle Savoie) le 8 floréal an X, et fut révoqué (février 1804) de ces dernières fonctions pour avoir refusé de faire condamner 322 familles de conscrits réfractaires.
Sa disgrâce dura peu, car, en mai suivant, il fut nommé directeur des droits réunis dans la Mayenne, mais il refusa.
Attaché alors, comme directeur du bureau des dessèchements, au ministère de l'Intérieur, il publia en 1804 une Statistique du département du Mont-Blanc.
Il est chargé d'examiner le projet de code rural de 1807. Ce projet sur le modèle du code civil se caractérisait par sa modernité : la liberté des assolements était proclamée, les droits de parcours et de vaine pâture étaient supprimés. Le fermage devenait de fait le seul mode d'exploitation autorisé.
Le décret impérial du 19 mai 1808 décide de l'examen du projet de Code rural par des experts nommés par les préfets. Ces observations furent rassemblées et publiées par Joseph Verneilh-Puyraseau : Observations des commissions consultatives sur le projet de Code rural, recueillies, mises en ordre et analysées, avec un plan de révision du même projet en vertu d'une autorisation de Son Excellence le Ministre de l'Intérieur.
Mais les discussions sur le Code rural traînent en longueur et celui-ci ne verra jamais le jour. Seul un Code forestier fut publié en 1827, devant l'urgence causée par les dégradations des futaies.
Président du collège électoral de Nontron en 1809, il fut élu, le 10 août 1810, par le Sénat conservateur, député de la Dordogne au Corps législatif, fit partie de la commission d'information créée par l'empereur, et, le 29 décembre 1813, appuya la demande d'impression du rapport de Lainé.
Il est créé Chevalier de Verneilh-Puyraseau et de l'Empire le 14 août 1813.

#### Restauration
Il adhéra à la déchéance Napoléon, siégea pendant la session de 1814-1815 parmi les constitutionnels, et parla en faveur de la restitution aux émigrés de leurs biens non vendus, y compris ceux qui avaient été cédés à la caisse d'amortissement et aux hospices.
Il est anobli et reçoit le titre héréditaire de baron par lettres patentes du 5 août 1814.
Il est élu, le 18 mai 1815, représentant à la Chambre des Cent-Jours par l'arrondissement de Nontron, avec 49 voix (92 votants, 144 inscrits), il prit place dans la majorité.
Non réélu en 1816, et nommé conseiller sans traitement à la cour de Limoges, il réclama une pension de retraite en septembre suivant, l'obtint, le 25 mars 1810, au chiffre de 3,000 francs, et rentra au parlement, le 20 septembre 1817, comme député du grand collège de la Dordogne, avec 562 voix (939 votants, 1 463 inscrits). Il prit place au centre gauche, et vota contre les deux lois d'exception, mais pour le nouveau système électoral.
Il échoua dans le 1er collège de la Dordogne (Périgueux) le 25 février 1824, avec 70 voix contre 223 à l'élu, M. Durand-Durepaire, et fut réélu dans ce même collège, le 17 novembre 1827, par 115 voix (282 votants, 363 inscrits), contre 72 à M. de Beaumont, et 60 A M. Debelleyme, et, le 3 juillet 1830, dans le grand collège de la Dordogne, par 100 voix (219 votants, 298 inscrits). il prit place parmi les constitutionnels et vota l'Adresse des 221. Il échoua, le 20 juin 1830, dans le 1er collège de Périgueux, avec 146 voix contre 158 à l'élu, M. Périn, et ne fut pas plus heureux, le 5 juillet 1831, dans le même collège, avec 22 voix contre 173 à l'élu, M. Périn, député sortant, et 81 à M. de Marcillac.
Joseph de Verneilh Puyraseau servira tous les régimes jusqu'en 1830 il  publiera ses mémoires (Mes souvenirs de 75 ans où il relate ses rencontres avec le pape Pie VII, Napoléon et d'autres grands personnages de l'époque ou ses amis comme Maine de Biran ou le général de Boigne.

#### Monarchie de Juillet
Il ne joue plus de rôle après l'avènement de Louis-Philippe Ier en 1830 et se retire.
Il meurt à Limoges (Haute-Vienne) le 3 juin 1839.

## Famille
Il épouse, le 27 mars 1784 à Piégut-Pluviers,  (1819-1895), Christine de La Vallade (1755-1814), fille de François-Xavier de La Vallade et de Mathurine Lidonne. Ils ont quatre enfants.
- Françoise Geneviève de Verneilh-Puyraseau (2 janvier 1785 - ?) épouse Pierre Marc Vallade-Soury (8 octobre 1778 - 23 juin 1824), dont descendance ;
- Mathurine Hélène de Verneilh-Puyraseau (15 juin 1786 - ?) épouse en premières noces Antoine François Pabot du Chatelard (1er août 1782 - 1812), dont descendance, puis épouse en secondes noces (12 août 1773 - 22 mai 1846), dont descendance ;
- Antoinette Eulalie de Verneilh-Puyraseau (10 octobre 1787 - ?) épouse Jean de Sescaud de Vignerias (4 juin 1781 - 8 janvier 1846), dont descendance ;
- Jean-Baptiste de Verneilh-Puyraseau, 2e baron de Verneilh (8 janvier 1789 - 13 octobre 1871) épouse Jeanne Louise Zélie Chassaignac (8 janvier 1798 - 18 décembre 1883), dont descendance.

## Distinctions

### Décorations
- Officier de la Légion d'honneur (décret du 9 janvier 1815)
  -  Chevalier de la Légion d'honneur (décret du 5 août 1814)
- Chevalier de l'Ordre de la Réunion (14 août 1813)

### Armoiries

D'argent au croissant de gueules sommé de trois palmes de sinople réunies par les tiges, au comble de gueules chargé de trois étoiles du champ, à la champagne d'azur chargée du signe des chevaliers de l'ordre de la réunion[2]
Différences entre dessin et blasonnement.
.

#### Publications
- Statistique générale de la France : département de Mont-Blanc : publiée par ordre de S. M. l'empereur et roi..., Paris,Testu, (1807). Disponible en ligne sur Gallica
- Observations des commissions consultatives sur le projet de Code rural, recueillies, mises en ordre et analysées, avec un plan de révision du même projet en vertu d'une autorisation de Son Excellence le Ministre de l'Intérieur, Paris, Imprimerie impériale, (1810-1814), 4 tomes ;
- Histoire politique et statistique de l'Aquitaine, ou des pays compris entre la Loire et les Pyrénées, l’Océan et les Cévennes (Paris : M.P. Guyot ; Ponthieu, 1822-1827, 3 tomes) ;
- Autobiographie : Mes souvenirs de 75 ans, Limoges, 1836).

#### Sources
- « Jean-Joseph de Verneilh-Puyraseau », dans Adolphe Robert et Gaston Cougny, Dictionnaire des parlementaires français, Edgar Bourloton, 1889-1891 [détail de l’édition]